# 丹蒂马代尔
丹蒂马代尔（荷蘭語：Dantumadeel；西弗里斯语：Dantumadiel）是荷蘭的一個市鎮，位於荷蘭北部，屬於弗里斯兰省。丹蒂马代尔的經濟以農業為主。

## 外部連結
- 官方网站